# Église Saint-Vincent d'Avanne
Pour les articles homonymes, voir Église Saint-Vincent.
L'église Saint-Vincent d'Avanne est un lieu de culte chrétien situé dans la commune franc-comtoise d'Avanne-Aveney, limitrophe de Besançon. Inscrite au titre des monuments historiques par arrêté du 5 mars 1998, elle fut réalisée par l'architecte bisontin Pierre Marnotte afin de remplacer un autre édifice trop souvent victime des crues de la rivière du Doubs.

## Histoire
Il existait une église à Avanne avant le XIXe siècle, située sur la rive droite du Doubs et attenante au cimetière et au presbytère. Après de nombreux travaux effectués au XVIIIe siècle, le bâtiment est finalement vendu en 1821 à cause des crues trop nombreuses qui provoquent des dégâts. Les communes d'Avanne et d'Aveney, qui ne sont pas alors regroupées en un seul village mais faisant partie d'une seule et même paroisse, mettent ensemble les moyens de bâtir un lieu de culte au centre d'Avanne. L'architecte Bisontin Pierre Marnotte fournit les plans de l'église en 1826, et la construction est achevée en 1831,. Le dôme en fer blanc fut construit en 1861 pour remplacer la couverture plate enlevée par le vent, et fut rénové en 1989. L'intérieur de l'édifice fut hélas transformé en 1958 ce qui a fait disparaitre de nombreux et superbes éléments créés par l'architecte comme la très belle chaire à prêcher et la frise néoclassique de l'entablement, et la toiture refaite en 2000. Le bâtiment est la propriété de la commune, et fut entièrement inscrit au titre des monuments historiques par arrêté le 5 mars 1998.

## Rattachement
L'église fait partie de la paroisse de Notre Dame du Mont qui est rattachée au diocèse de Besançon.

## Architecture
L'édifice est de style néoclassique, et comporte un remarquable clocher-porche en pierre de taille dont les pilastres sont doriques toscans. L'église possède trois nefs et une colonnade dorique toscane, ainsi qu'une abside voûtée dite en cul-de-four, disposant d'un éclairage zénithal. Le clocher porche comporte un portail en serlienne, et le dôme à l'impériale en fer blanc est coiffé d'une girouette. Les vitraux furent établis avant la Seconde Guerre mondiale.		

## Mobilier
Le mobilier fut dessiné en 1831 par Pierre Marnotte ne statue de notre Notre-Dame de Consolation datant du XIVe siècle, ainsi qu'une statue en bois de saint Vernier du XIXe siècle inscrite à titre objet des monuments historiques le 6 janvier 1975.

## Accès
L'Église est desservie par les lignes  22  52  du réseau de transport en commun Ginko.